# David F. Girard-diCarlo

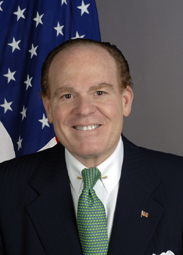
David F. Girard-diCarlo

David F. Girard-diCarlo (* 1942 in einem Vorort von Philadelphia, Pennsylvania) ist ein US-amerikanischer Jurist und Diplomat.
Seine Ausbildung zum Juristen machte er an der Saint Joseph’s University in Philadelphia und an der Villanova University. Nach Abschluss seines Studiums begann er seine Karriere als Jurist im nationalen öffentlichen Verkehr, erst bei der "Southeastern Pennsylvania Transportation Authority" und ab 1981, während der Präsidentschaft von Ronald Reagan und George Bush, bei Amtrak.
1991 begann Girard-diCarlo seine Arbeit für Blank Rome LLP, eine der wichtigsten Anwaltskanzleien in Philadelphia. Seit einigen Jahren ist er Geschäftsführer der Tochtergesellschaft Blank Rome Government Relations LLC, einer Lobbyingorganisation in Washington.
Nach Beschluss des US-Senat folgte David F. Girard-diCarlo 2008 Susan McCaw, die im November 2007 ihr Amt niedergelegt hatte, als Botschafter in Österreich. Ursprünglich sollte der Wahlkampfunterstützer Charles Gargano dieses Amt übernehmen, wurde aber vom US-Senat nicht bestätigt.
Girard-diCarlo wurde am 1. Juli 2008 von US-Außenministerin Condoleezza Rice vereidigt. Mit der Überreichung seines diplomatischen Beglaubigungsschreibens an den österreichischen Präsidenten Heinz Fischer am 10. September 2008 trat Girard-diCarlo sein Amt als Botschafter der Vereinigten Staaten in Wien offiziell an. Nach dem Amtsantritt von US-Präsident Barack Obama legte er seinen Posten im Januar 2009 nieder; sein Nachfolger wurde William Eacho.